# إبراهيم النبراوي
الدكتور إبراهيم بك النبراوي (ولد قبل1817 - 1862) هو جراح مصري كان أستاذًا بمدرسة طب قصر العيني.

## نشأته الأولى
ينتمي إبراهيم النبراوي إلى أسرة من الفلاحين في نبروه بمديرية الغربية. تلقى تعليمه الأولي مكتب البلد، ثم ترك المكتب وعمل بالتجارة مع أهله، وذات يوم كلفه أهله ـ وهو صبي ـ ببيع محصولهم من البطيخ. غير أنه خسر في تجارته، وخاف أن يعود إلى أهله بعد خسارته هذه، فقرر أن يبقى في القاهرة، يتجول في شوارعها، ويقضي ليله في مساجدها، ثم انتهى به المطاف مجاورًا في الجامع الأزهر، وسمح له تعليمه الذي تلقاه في كتّاب البلد باستيعاب ما يلقى من العلم في أروقته.

## دراسته الطبية
التحق إبراهيم النبراوي بعد ذلك بمدرسة الطب في أبي زعبل، ودرس بها خمس سنوات، ثم سافر في نوفمبر 1832 ـ مع أحد عشر تلميذًا غيره ـ لدراسة الطب في فرنسا، ضمن أول بعثة أوفدت إلى أوروبا لهذا الغرض، وكان راتبه في هذه البعثة ثلاثة جنيهات ونصف شهريًا.
قبل إلحاق طلبة البعثة بمدرسة الطب بباريس، عقد لهم ظهر يوم الأحد 18 نوفمبر 1832 امتحان تشكلت لجنته من 12 من كبار أساتذة الطب في فرنسا، وشهد الامتحان «كثير من كبار الأطباء بعاصمة فرنسا، وجمع غفير من رجال الجمعية العلمية وأمراء باريس وأكابر رجالها، وفي مقدمتهم البارون ديبوا والدكتور مارك، الطبيب الخاص لجلالة ملك فرنسا»، ولفت النبراوي أنظار ممتحنيه، وقُبل للدراسة في مدرسة الطب بباريس.
غير أن أمرًا صدر من القاهرة بعودة أفراد البعثة إلى مصر، فعادوا إليها في مارس 1836 قبل أنن يتموا دراستها، ولم يلبث أن صدر أمر آخر بعودتهم إلى فرنسا، فعاد إبراهيم وزملاؤه في ديسمبر من نفس العام، وبقي في فرنسا حتى أتم دراسته، وقد أقام النبراوي في فرنسا 6 سنوات، أنفق عليه فيها ـ وفقًا لوثائق البعثة ـ 949 جنيهًا، وعاد إلى مصر عام 1838 ومعه شهادة الدكتوراه وزوجته الفرنسية التي تزوجها أثناء بعثته.

## تدرجه الوظيفي
حصل النبراوي على رتبة ملازم أثناء دراسته بمدرسة أبي زعبل، ثم رقي إلى رتبة يوزباشي وعين مدرسًا بمدرسة طب قصر العيني لدى عودته من فرنسا، ثم لم يلبث أن نال رتبة صاغ، وكان يتولى تدريس فن الجراحة بمدرسة الطب، ثم رقي إلى رتبة قائمقام، ثم رتبة أميرالاي، كما عمل طبيبًا خاصًا لمحمد علي باشا، ثم لخليفته عباس الأول.
وصفه علي باشا مبارك بأنه «أنجب من اشتهر في التجريح، ذا إقدام على ما لم يقدم عليه غيره»، وكان رجال عصره يلقبونه «رئيس الأطباء»، وقد جمع من عمله بالطب ثروة طائلة، وامتلك الكثير من العقارات والجواري والمماليك، حتى أن ابنه خليل لما ورث هذه الثروة الطائلة عقب وفاة إبراهيم بك النبراوي ترك مهنة الطب ليتفرغ لإدارة هذه التركة وتنميتها.

## مؤلفاته ومترجماته
- الأربطة الجراحية: ألفه أثناء بعثته في فرنسا، وطبع سنة 1838.[2]

## ترجماته من الفرنسية إلى العربية
- نبذة في الفلسفة الطبيعية للدكتور كلوت بك[3][4]
- نبذة في أصول الطبيعة والتشريح العام للدكتور كلوت بك[3][4]

وقد ترجم النبراوي الكتابين أثناء بعثته في فرنسا، وطبع كلاهما سنة 1837.

## أسرته
تزوج النبراوي من سيدة ة فرنسية أثناء دراسته بفرنسا، وعندما توفيت تزوج من مصرية، وأهدت إليه والدة الخديو عباس جارية من خاصة جواريها، وكان من أبنائه:
- الدكتور خليل النبراوي، الذي تخرج في مدرسة أبي زعبل، ثم أرسل في بعثة إلى النمسا لإتمام دراسته الطبية، ثم إلى فرنسا، ثم عمل بالطب بعد عودته إلى مصر حتى شغلته الثروة التي ورثها عن أبيه عن مهنته، لذلك كانت شهرته في الطب أقل من شهرة أبيه.[2]
- يوسف، وقد تعلم في مصر، ثم أوفد إلى فرنسا لدراسة الفنون الحربية، ولما عاد إلى مصر عين ضابطًا بالجيش، غير أنه لم يرغب في العيش بمصر، فعاد إلى فرنسا ـ وطن أمه ـ وأقام فيها وتزوج من فرنسية، واستعانت به الحكومة المصرية وهو في فرنسا لإنجاز بعض المشروعات التي كان إنجازها يحتاج إلى موافقة الدول الأوروبية، فبذل في ذلك جهودًا ناجحة، ولما أنشئت المحاكم الأهلية طلب إليه فخري باشا ـ صديقه وزميله في الدراسة بفرنسا ـ أن يختار جماعة من القضاة يتولون المناصب فيها، ثم دعاه للعودة إلى مصر، فعاد، واختاره رئيسًا للمحكمة المختلطة.[2]

## وفاته
توفي إبراهيم النبراوي بالقاهرة من جراء داء الربو عام 1862.